# Alfred Beyl
Alfred Beyl surnommé Le Dragon, né le 1er avril 1884 à Pesmes et mort le 8 juillet 1977 à Nevers, est un coureur cycliste sur piste français. Il a notamment remporté les Six jours de Paris en 1925, associé à Piet van Kempen.

## Après-carrière
Il ouvre en 1929 un magasin de cycles à Nevers qu'il tient jusqu'à sa retraite en 1967. 
Son fils Jean Beyl fut le patron de Look Cycle ; il est également le concepteur du système de fixation Look Nevada,.

## Palmarès sur piste

### Championnats nationaux
- Champion de France de poursuite : 1910
- Champion de France de vitesse : 1911

### Six jours
- 1922
  - 3e des Six jours de Paris
- 1925
  - Six jours de Paris (avec Piet van Kempen)

## Palmarès sur route
- 1908
  - Championnat de Saône-&-Loire